# Třebenice, Litoměřice
Třebenice là một thị trấn thuộc huyện Litoměřice, vùng Ústecký, Cộng hòa Séc.